# Oldegar Vieira
Oldegar Franco Vieira  (Salvador, 28 de abril de 1915 — Salvador, 16 de novembro de 2006) foi um poeta, jurista, professor e escritor brasileiro, imortal da cadeira número 11 da Academia de Letras da Bahia.  

## Biografia
Nascido em Salvador no dia 28 de abril de 1915 foi um dos primeiros poetas a publicar haicai no Brasil.     
Graduado em Direito, foi professor da Universidade Federal da Bahia e, em 1959, colaborou com o Reitor Edgar Santos na implantação da primeira Escola de Administração do norte e nordeste do Brasil, sendo seu primeiro diretor.    
Imortal da Academia de Letras da Bahia, cadeira número 11. São de sua autoria os seguintes livros:    
- A problemática territorial brasileira
- Bibliografia brasileira de direito do trabalho.
- Cadernos de Textos, Cursos, Mementos e Sinopses.
- Constituição Federal e a gestação do Direito Agrário no Brasil
- Educação extraescolar e educação pré-militar, 1943.
- Estado de direito e estado de cultura, 1983:
- Folhas de chá
- Gravuras no vento
- Introdução ao estudo do direito público; o direito, o estado e o poder.
- O estado e a ordem econômica
- O haicai, essencialmente japonês?
- Oku viajando com Bashô
- parlamentarismo "realista" para o Brasil
- problema agrário no quadro das instituições brasileiras
- Sociologia educacional da família
- Vocações da Bahia. [1][2] [3] [5] [4][6]

Morreu em 16 de novembro de 2006. É patrono da cadeira número 08 da Academia Baiana de Ciências da Administração.    